# Francisco Comín Comín
Francisco Comín Comín (n. Obón, Teruel; 1952) es un economista e historiador de la economía español, catedrático de Historia e Instituciones Económicas en la Universidad de Alcalá desde 1990 y Premio Nacional de Historia en el mismo año.

## Biografía

Escudo de la Universidad de Alcalá.

Nacido en la localidad turolense de Obón, se licenció en Ciencias Económicas por la Universidad Complutense de Madrid en 1976, y se doctoró en 1987 en Economía por la Universidad de Alcalá. Ha enseñado historia económica en diversas universidades: Universidad Complutense (1978-1982), Universidad de Valladolid (1982-1984) y Universidad de Alcalá (1984-1987). En 1988 se convierte en profesor titular de la Universidad de Alcalá, donde es catedrático desde 1990.
Como investigador ha desarrollado su carrera en las distintas universidades donde ha ejercido como docente, así como en el Banco de España, la Fundación Empresa Pública y el Instituto de Estudios Fiscales. Su actividad investigadora se ha centrado en el estudio de la Hacienda Pública en la época contemporánea.

## Obras
- Fuentes cuantitativas para el estudio sector público en España.  - Ministerio de Economía y Hacienda. Centro de Publicaciones, (1985)
- Hacienda y economía en la España contemporánea (1800-1936).[5] - Ministerio de Economía y Hacienda. Centro de Publicaciones, (1989). Premio Nacional de Historia.
- Cuentas de la hacienda preliberal en España (1800-1855)  - Banco de España, (1990)
- Historia de la empresa pública en España - Espasa-Calpe, S.A., (1991)
- Historia de la hacienda pública I: Europa - Editorial Crítica, (1996)
- Historia de la hacienda pública II: España (1808-1995)  - Editorial Crítica, (1997)
- 150 años de historia de los ferrocarriles españoles Fundación de los Ferrocarriles Españoles y Grupo Anaya, Madrid - (1998)[nota 1]
- Tabacalera y el estanco del tabaco en España, (1636-1998) - Tabapress, S.A., (1999)
- La compañía arrendataria de tabacos: la evolución del monopolio entre 1936-1945  - FUNDACIÓN SEPI, (1999)
- Alejandro Mon y Menéndez (1801-1882). Pensamiento y reforma de la Hacienda - Instituto de Estudios Fiscales, (2002)
- La Hacienda desde sus ministros: del 98 a la Guerra Civil - Onyx 21 Editorial, (2003)
- Historia económica de España. Siglos X-XX  (editor, con M.Hernández y E.LLopis) - Editorial Crítica, (2002)
- La empresa pública en Europa - Editorial Síntesis, S.A., (2004)
- Historia económica Mundial. Siglos X-XX  (editor, con M.Hernández y E.LLopis) - Editorial Crítica, (2005)
- Historia de la cooperación entre cajas: la confederación española de cajas de ahorro - Alianza Editorial, S.A., (2008)
- Historia económica mundial. De los orígenes a la actualidad - Alianza Editorial, S.A., (2011)
- Crisis económicas en España. 1300-2012. Lecciones de la Historia  (editor, con M.Hernández) - Alianza Editorial, (2013)

## Premios
- Premio Nacional de Historia en 1990.
- Premio a la investigación del Ministerio de Hacienda en 2002.